# Oenopota kinkasanensis
Oenopota kinkasanensis é uma espécie de gastrópode do gênero Oenopota, pertencente a família Mangeliidae.